# Eozoa
Embranchement
Les Eozoa sont un embranchement d'organismes unicellulaires "Protistes" créé par Cavalier-Smith en 2003 dans le règne des Excavobionta ou Excavata.
Le taxon regroupait les Loukozoa (Jakobea et Malawimonadidea) et les Metamonada mais il ne semble pas monophylétique.

## Référence
- Thomas Cavalier-Smith, The excavate protozoan phyla Metamonada Grassé emend. (Anaeromonadea, Parabasalia, Carpediemonas, Eopharyngia) and Loukozoa emend. (Jakobea, Malawimonas): their evolutionary affinities and new higher taxa, Internat. Journal of Syst. and Evol. Microbiol. 53, 1741-1758 (2003).